# Luobbalheden
Luobbalheden är ett naturreservat i Piteå kommun i Norrbottens län.
Området är naturskyddat sedan 1997 och är 0,8 kvadratkilometer stort. Reservatet omfattar en sandig hedmark med tallskog, kring en bäck finns även granskog.